# Saint-Pierre-du-Fresne
Saint-Pierre-du-Fresne est une commune française, située dans le département du Calvados en région Normandie, peuplée de 181 habitants.

## Géographie
La commune est au nord du Bocage virois, plus précisément dans le Pré-Bocage. Son petit bourg — quelques maisons autour de l'église et la mairie — est à 8 km à l'est de Saint-Martin-des-Besaces et à 11 km au sud-ouest de Villers-Bocage.
Le territoire est traversé du nord-est au sud-ouest par la route départementale no 675 (ancienne route nationale 175 Caen-Rennes). Le bourg y est relié par la D 107 qui mène à l'est vers Aunay-sur-Odon et se prolonge au nord-ouest puis à l'ouest vers Torigni-sur-Vire par Saint-Jean-des-Essartiers. Ayant un parcours commun avec celle-ci au centre de la commune, la D 291 conduit à Jurques au sud-est et à Cahagnes au nord. La D 675 permet de joindre les deux proches accès à l'autoroute A84 : vers Rennes à 9,5 km à Saint-Ouen-des-Besaces à l'ouest (sortie 41) et vers Caen à 5,5 km à Coulvain à l'est (sortie 42).
Saint-Pierre-du-Fresne est dans le bassin de la Seulles qui délimite le territoire à l'est. Un affluent de rive gauche parcourt le territoire communal : la Seulline (homonyme d'un affluent plus important de rive droite) qui collecte les eaux de la moitié sud-est du territoire. Un ruisseau plus modeste parcourt le nord-ouest et rejoint la Seullette, autre affluent de rive gauche, en dehors du territoire communal.
Le point culminant (275 m) se situe en limite sud-ouest, en amont de la source de la Seulline. Le point le plus bas (159 m) correspond à la sortie de la Seulles du territoire, à l'est. La commune est bocagère.
Le climat est océanique, comme dans tout l'Ouest de la France. La station météorologique la plus proche est Caen-Carpiquet, à 28 km, mais Granville-Pointe du Roc est à moins de 70 km. Le Pré-Bocage s'en différencie toutefois pour la pluviométrie annuelle qui, à Saint-Pierre-du-Fresne, avoisine les 1 000 mm.
| Cahagnes (enclave)                                                                                      | Val de Drôme (comm. dél. de Saint-Jean-des-Essartiers, par un angle), Cahagnes | Cahagnes                                  |
| Cahagnes (enclave)                                                                                      | Saint-Pierre-du-Fresne                                                         | Dialan sur Chaîne (comm. dél. de Jurques) |
| Souleuvre en Bocage (comm. dél. de Saint-Martin-des-Besaces), Dialan sur Chaîne (comm. dél. de Jurques) | Dialan sur Chaîne (comm. dél. de Jurques)                                      | Dialan sur Chaîne (comm. dél. de Jurques) |

### Hydrographie
La commune est située dans le bassin Seine-Normandie. Elle est drainée par la Seulles, la Seulline et le fossé 01 de la Sorière,,.
La Seulles, d'une longueur de 72 km, prend sa source dans la commune de Dialan sur Chaîne et se jette  dans la baie de Seine à Courseulles-sur-Mer, après avoir traversé 31 communes. 

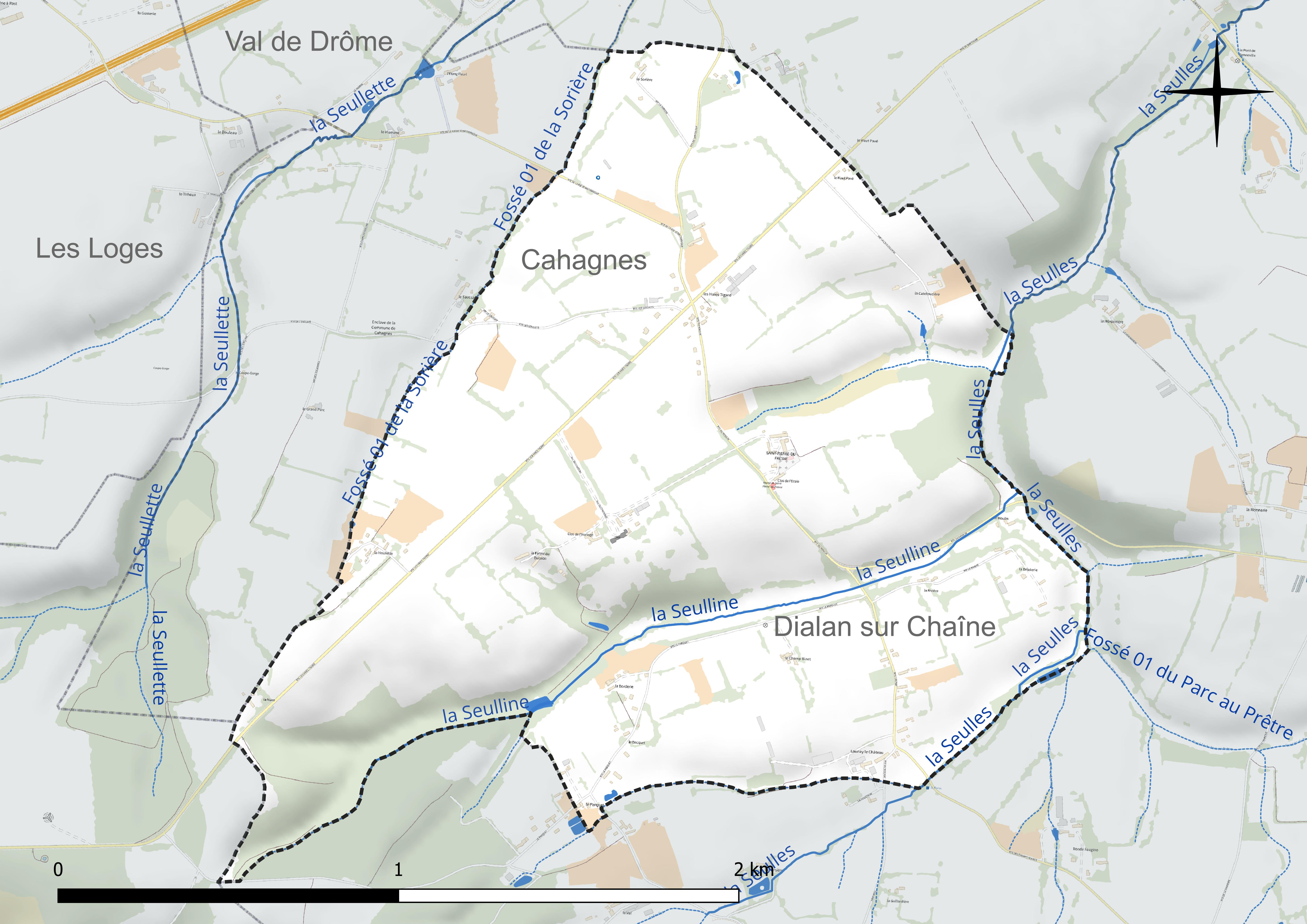
Réseau hydrographique de Saint-Pierre-du-Fresne.

### Climat
Pour des articles plus généraux, voir Climat de la Normandie et Climat du Calvados.
En 2010, le climat de la commune est de type climat océanique franc, selon une étude du CNRS s'appuyant sur une série de données couvrant la période 1971-2000. En 2020, Météo-France publie une typologie des climats de la France métropolitaine dans laquelle la commune est exposée à un climat océanique et est dans la région climatique  Normandie (Cotentin, Orne), caractérisée par une pluviométrie relativement élevée (850 mm/a) et un été frais (15,5 °C) et venté. Parallèlement le GIEC normand, un groupe régional d'experts sur le climat, différencie quant à lui, dans une étude de 2020, trois grands types de climats pour la région Normandie, nuancés à une échelle plus fine par les facteurs géographiques locaux. La commune est, selon ce zonage, exposée à un « climat contrasté des collines », correspondant au Bocage normand, bien arrosé, voire très arrosé sur les reliefs les plus exposés au flux d'ouest, et frais en raison de l'altitude.
Pour la période 1971-2000, la température annuelle moyenne est de 10,2 °C, avec  une amplitude thermique annuelle de 12,8 °C. Le cumul annuel moyen de précipitations est de 973 mm, avec 13,8 jours de précipitations en janvier et 8,6 jours en juillet. Pour la période 1991-2020, la température moyenne annuelle observée sur la station météorologique la plus proche, située sur la commune de Seulline à 6 km à vol d'oiseau, est de 11,3 °C et le cumul annuel moyen de précipitations est de 992,2 mm,. Pour l'avenir, les paramètres climatiques de la commune estimés pour 2050 selon différents scénarios d'émission de gaz à effet de serre sont consultables sur un site dédié publié par Météo-France en novembre 2022.

## Urbanisme

### Typologie
Au 1er janvier 2024, Saint-Pierre-du-Fresne est catégorisée commune rurale à habitat très dispersé, selon la nouvelle grille communale de densité à 7 niveaux définie par l'Insee en 2022.
Elle est située hors unité urbaine. Par ailleurs la commune fait partie de l'aire d'attraction de Caen, dont elle est une commune de la couronne,. Cette aire, qui regroupe 296 communes, est catégorisée dans les aires de 200 000 à moins de 700 000 habitants,.

### Occupation des sols
L'occupation des sols de la commune, telle qu'elle ressort de la base de données européenne d'occupation biophysique des sols Corine Land Cover (CLC), est marquée par l'importance des territoires agricoles (89,7 % en 2018), une proportion sensiblement équivalente à celle de 1990 (89,4 %). La répartition détaillée en 2018 est la suivante : 
prairies (78,3 %), terres arables (11,4 %), forêts (10,3 %). L'évolution de l'occupation des sols de la commune et de ses infrastructures peut être observée sur les différentes représentations cartographiques du territoire : la carte de Cassini (XVIIIe siècle), la carte d'état-major (1820-1866) et les cartes ou photos aériennes de l'IGN pour la période actuelle (1950 à aujourd'hui).

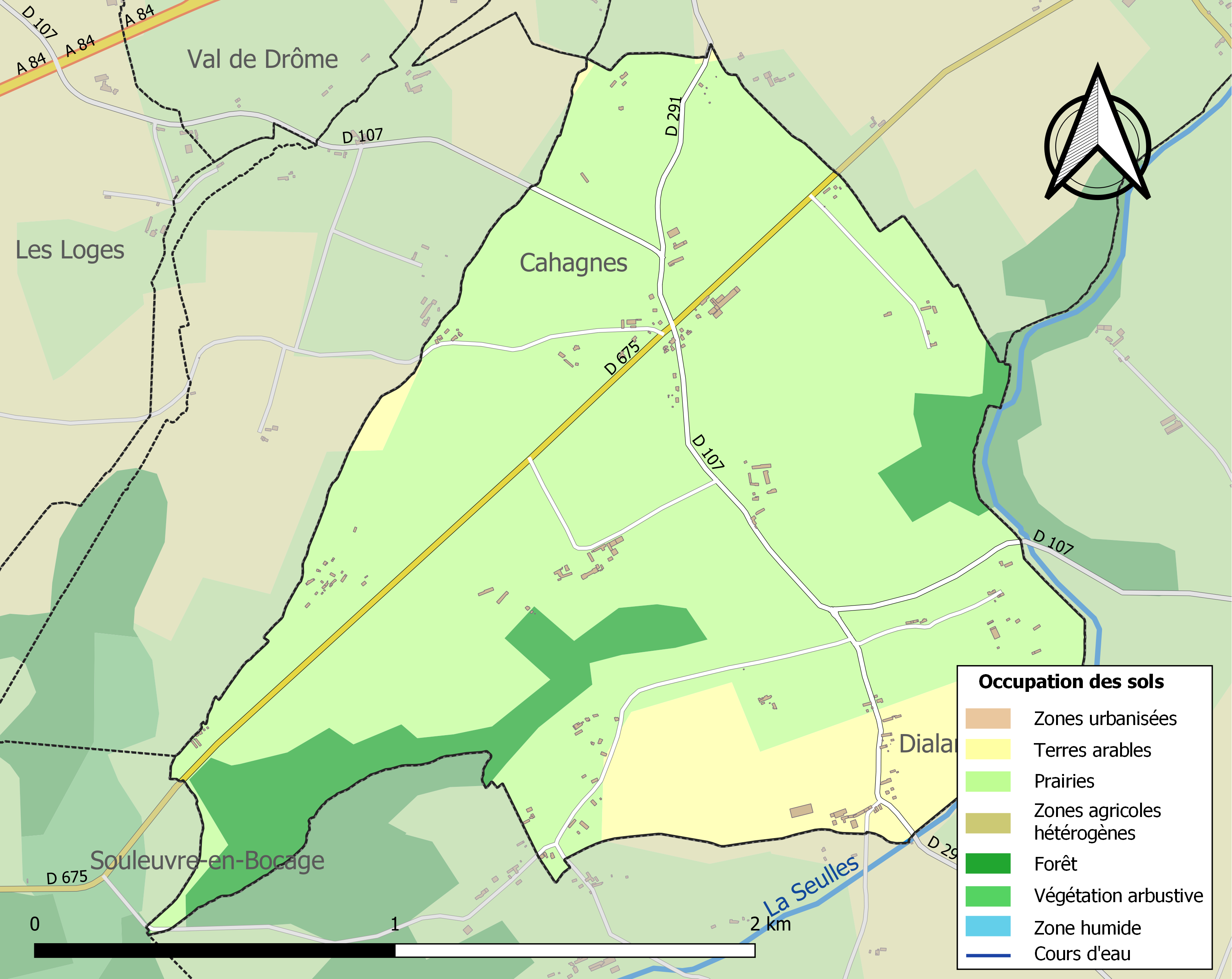
Carte des infrastructures et de l'occupation des sols de la commune en 2018 (CLC).

## Toponymie
La forme S. Pierre est attestée en 1371.
L'hagiotoponyme et la paroisse sont dédiés à l'apôtre Pierre.
Fresne, de l'ancien français fresne (« frêne »).

## Histoire

### Seconde Guerre mondiale
Saint-Pierre-du-Fresne fait partie des objectifs de l'opération Bluecoat qui se déroule du 30 juillet au 7 août 1944.
Dès lors que Cahagnes est entre les mains des Britanniques, la 43e division d'infanterie envoie le 7th Somerset Light Infantry commandé par le brigadier H. Essame à la libération de Saint-Pierre, accompagné de blindés des 4th et 7th Royal Dragoon Guards.
Après avoir eu une confrontation avec deux half track allemands dont l'un sera neutralisé et le second parviendra à prendre la fuite, ils arrivent enfin vers 23 h aux Haies Tigards quand surgissent deux cyclistes allemands de la 21e Panzerdivision qui seront tués par les hommes du 7th Somerset.
Vers 2 h du matin les hommes s'enterrent à la sortie du village sur les abords de la route de Jurques et entendent des bruits de chenilles de l'autre côté de la vallée, le QG sera installé dans la ferme qui se situe dans le bourg de la commune.
Le lendemain matin vers 8 heures, des hommes partent en reconnaissance et distinguent au loin une cinquantaine de soldats ainsi que des blindés. Ils reviennent à leurs positions et prennent avec eux une équipe Bren. Arrivés aux abords des Allemands, ils commencent à tirer mais les Allemands ripostent et tuent le tireur Bren ; le lieutenant Pizzey décide alors de retirer son groupe et de demander un appui d'artillerie qui sera confirmé. Puis les Allemands répliqueront sans grandes frayeurs pour les Anglais. Les Allemands attaquent ensuite avec deux jagdpanthers et une compagnie d'hommes. La contre-attaque allemande surprend les hommes du Somerset mais ne les affaiblit pas pour autant. Un jagdpanther sera neutralisé grâce à un tir de PIAT audacieux par l'arrière et le second sera abandonné par l'équipage.
Plusieurs Allemands périront et, après les combats, les Anglais seront surpris de voir un certain nombre de soldats se relever, qui seront capturés.
Saint-Pierre-du-Fresne est libéré et la route vers Jurques est ouverte.

## Politique et administration
| Période                                  | Période   | Identité                  | Étiquette | Qualité          |
| ---------------------------------------- | --------- | ------------------------- | --------- | ---------------- |
| après guerre                             | mars 1977 | René Bessin               |           |                  |
| mars 1977                                | mars 2001 | Alain du Périer de Larsan |           |                  |
| mars 2001                                | mars 2014 | Michel Hue                | SE        | Artisan retraité |
| mars 2014                                | En cours  | Alain Quéhé               | SE        | Retraité         |
| Les données manquantes sont à compléter. |           |                           |           |                  |

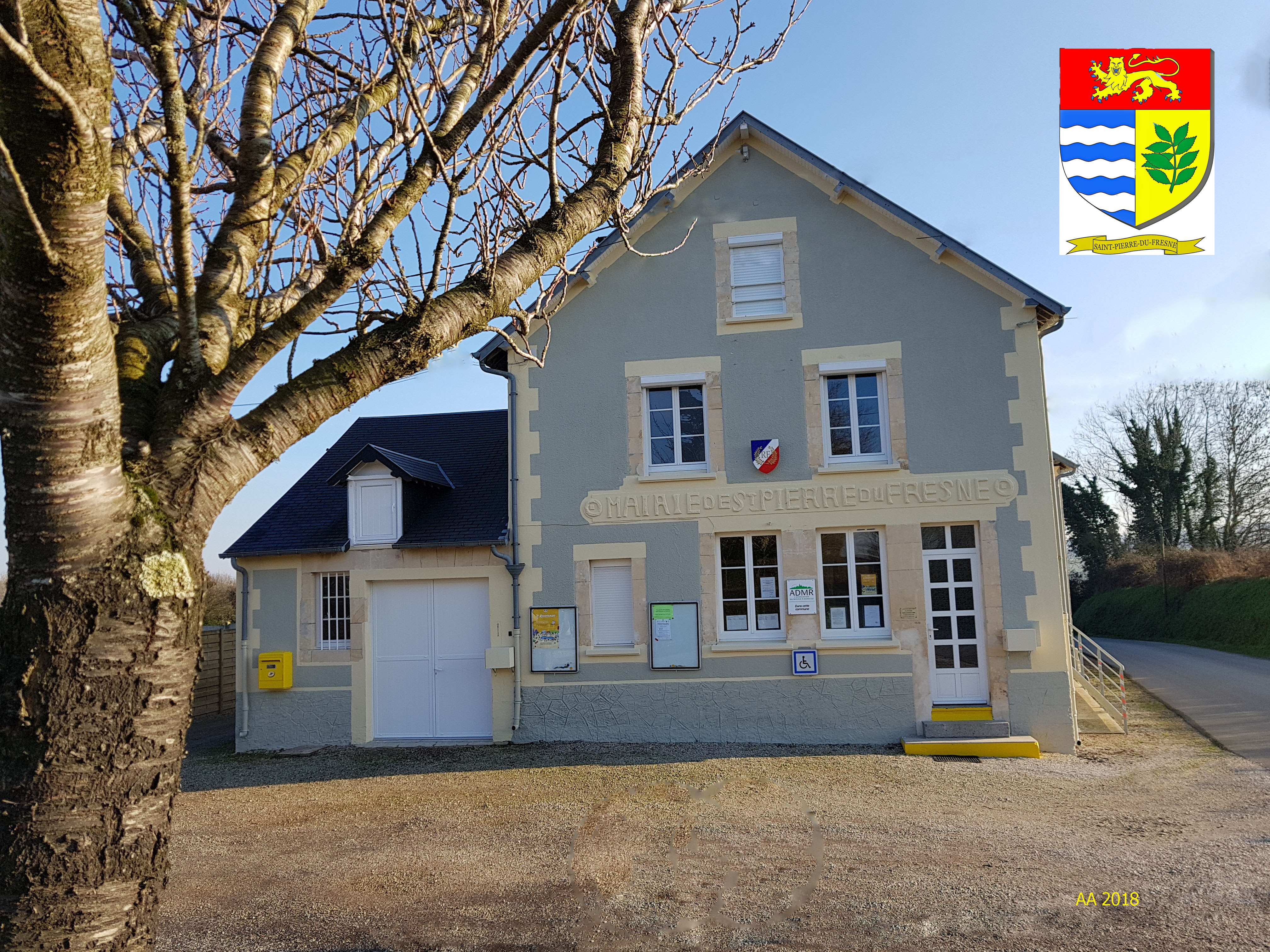
La mairie.

Le conseil municipal est composé de onze membres dont le maire et deux adjoints.

## Démographie
L'évolution du nombre d'habitants est connue à travers les recensements de la population effectués dans la commune depuis 1793. Pour les communes de moins de 10 000 habitants, une enquête de recensement portant sur toute la population est réalisée tous les cinq ans, les populations de référence des années intermédiaires étant quant à elles estimées par interpolation ou extrapolation. Pour la commune, le premier recensement exhaustif entrant dans le cadre du nouveau dispositif a été réalisé en 2004.
En 2022, la commune comptait 181 habitants, en évolution de −8,12 % par rapport à 2016 (Calvados : +1,58 %, France hors Mayotte : +2,11 %).
Saint-Pierre-du-Fresne a compté jusqu'à 367 habitants en 1836.
| 1793 | 1800 | 1806 | 1821 | 1831 | 1836 | 1841 | 1846 | 1851 |
| ---- | ---- | ---- | ---- | ---- | ---- | ---- | ---- | ---- |
| 245  | 187  | 335  | 343  | 363  | 367  | 340  | 328  | 312  |

| 1856 | 1861 | 1866 | 1872 | 1876 | 1881 | 1886 | 1891 | 1896 |
| ---- | ---- | ---- | ---- | ---- | ---- | ---- | ---- | ---- |
| 305  | 326  | 327  | 297  | 281  | 300  | 278  | 322  | 272  |

| 1901 | 1906 | 1911 | 1921 | 1926 | 1931 | 1936 | 1946 | 1954 |
| ---- | ---- | ---- | ---- | ---- | ---- | ---- | ---- | ---- |
| 240  | 227  | 200  | 180  | 172  | 166  | 151  | 167  | 151  |

| 1962 | 1968 | 1975 | 1982 | 1990 | 1999 | 2004 | 2006 | 2009 |
| ---- | ---- | ---- | ---- | ---- | ---- | ---- | ---- | ---- |
| 115  | 138  | 144  | 127  | 127  | 198  | 203  | 200  | 200  |

| 2014 | 2019 | 2022 | - | - | - | - | - | - |
| ---- | ---- | ---- | - | - | - | - | - | - |
| 202  | 190  | 181  | - | - | - | - | - | - |

## Culture locale et patrimoine

### Lieux et monuments

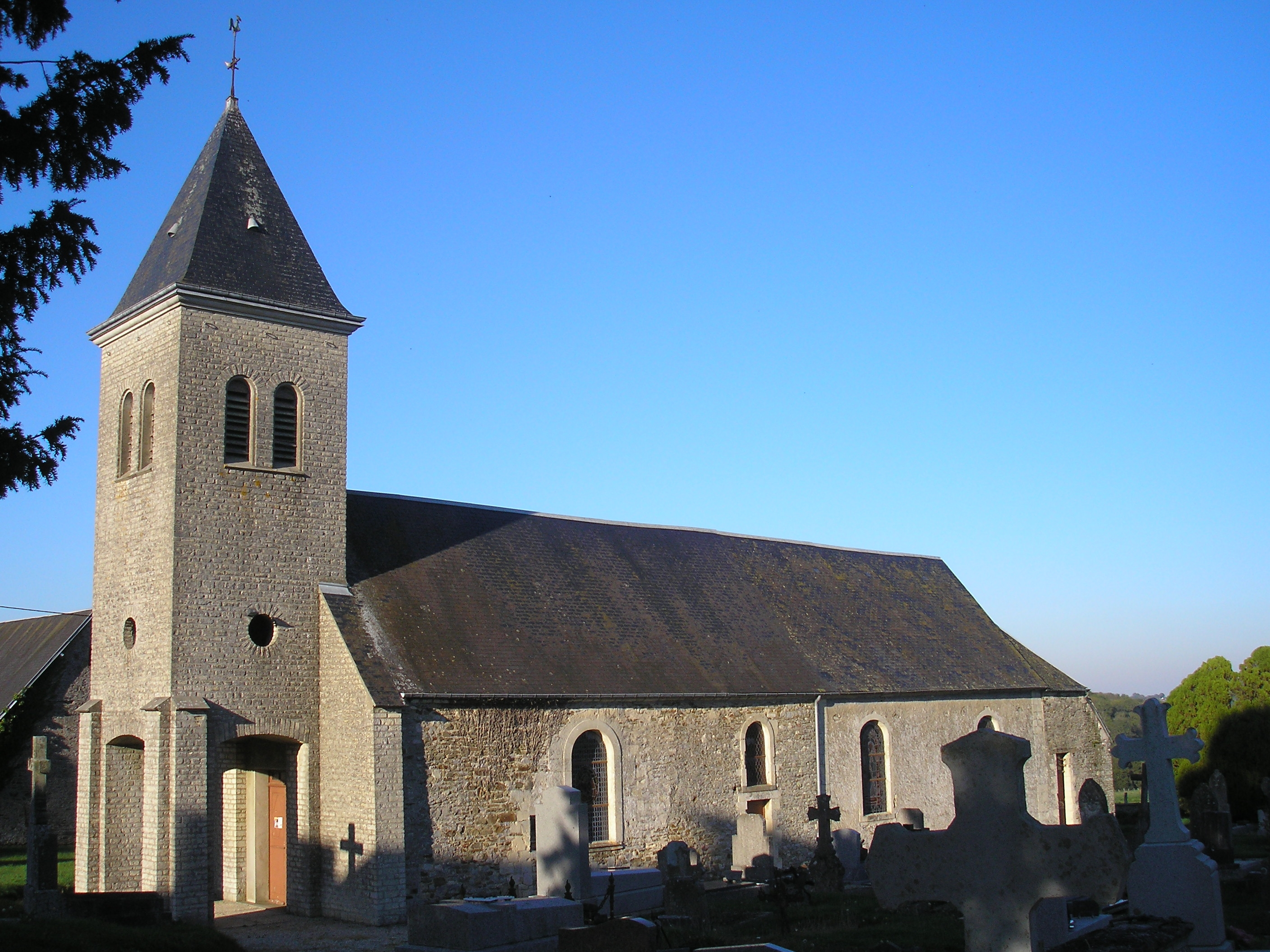
L'église Saint-Pierre.

- Église Saint-Pierre (principalement du XIXe siècle).
- Château du Fresne (XIXe siècle).

### Personnalités liées à la commune
Alain du Périer de Larsan (1922-2004). Fils d'un propriétaire terrien et consul de France en Grèce, démissionnaire lors de Vichy. Frère de deux autres résistants, dont Marc, décédé au camp de Dora. En 1943, Alain du Périer est en Périgord. Le 3 novembre, avec trente-huit autres membres, français et étrangers, son camp est attaqué par la police et la gendarmerie vichystes. Un Géorgien déserteur de la Wehrmacht est tué au combat, cinq autres sont livrés aux Allemands et seront fusillés. Le reste des réfractaires est interné à Limoges, condamné à diverses peines de prison et envoyé à la centrale d'Eysses. Le 30 mai 1944, après l'insurrection de l'établissement, ils seront quasiment tous déportés vers Dachau, via Compiègne. Du Périer survivra aux épreuves. Son expérience de la clandestinité, de l'internement et de la déportation génèreront son itinéraire original de défenseur de causes humanitaires et libératrices que son statut social n'appelait pas d'évidence. Maire de Saint-Pierre-du-Fresne de 1977 à 2001, il décède en 2004.
En 2001, le réalisateur Pierre Beuchot lui a consacré un documentaire sur une idée de Roseline Delmas, fille naturelle de l'aventurier normand des causes difficiles.

### Héraldique
| Blason de Saint-Pierre-du-Fresne | Blason  | Parti : au 1er d'azur à trois fasces ondées d'argent, au 2e d'or à une feuille de frêne de sinople, le tout sommé d'un chef de gueules chargé d'un léopard d'or armé et lampassé d'azur.  |
| Blason de Saint-Pierre-du-Fresne | Détails | Armes parlantes. Le léopard rappelle les armoiries de la Normandie, les flots représentent la rivière Seulline, et la branche de frêne renvoie au nom de la commune. Adopté en juin 2023. |